# Ingeldorf
Ingeldorf (lb. Angelduerf) – wieś (Uertschaft) w środkowym Luksemburgu, w kantonie Diekirch, w gminie Erpeldange-sur-Sûre. Do 3 października 2015 miejscowość leżała w dystrykcie Diekirch. Wieś zamieszkuje 789 osób (1 stycznia 2023).